# وجد، فقط تماشا
وجد، فقط تماشا (به تامیلی: Paarthale Paravasam) فیلمی محصول سال ۲۰۰۱ و به کارگردانی کی. بالاچاندر است. در این فیلم بازیگرانی همچون رانگاناتان مدهوان، سیمران، راغوا لارنس، سنها، والی، ویوک، ساموتیراکانی و کوچین هانیفا ایفای نقش کرده‌اند.